# クレア県
クレア県（愛: Contae an Chláir、英: County Clare）は、アイルランドのマンスター地方の県。2016年の人口は116,909人であり、面積は3,450km2。県で最大の都市はエニスである。

## 地理
クレア県は南をリムリック県に、東をティペラリー県に、北をコノートのゴールウェイ県に接する。
クレア県は水域が境界の多くを定義づけている。南東にはアイルランド最長の川であるシャノン川があり、南にはシャノン河口がある。北東側はアイルランドで三番目に大きな湖であるダーグ湖がある。西には大西洋があり、北にはゴールウェイ湾がある。

### 人口統計
2016年の統計調査において、クレア県の人口は116,909人であった。主な都市部は、人口25,276人のエニスと9,729人のシャノンである。14歳未満の人口は全体の22%であり、全国平均の20%に比べて若い。
クレアでは主に英語が話される。人口の大半はアイルランド人で、86％を占める。ほとんどの移民はヨーロッパ人で、合計7,520人。アフリカからの移民も1,124人いるが、その他の民族グループは非常に少数である。
人口の大半がキリスト教徒で、2006年の国勢調査では少なくとも92%がキリスト教徒と特定された。宗教的少数者として最大を占めるのがアングリカン・コミュオンの一部であるアイルランド聖公会である。他の宗教コミュニティは極少数である。

## 文化

### 著名な場所
- モハーの断崖
- バレン高原
- ドゥーリン
- イニス・シートラ（英語版）
- キルキー（英語版）
- ループヘッド灯台（英語版）
- カヒー島（英語版）
- スパニッシュ・ポイント
- バンラッティ城（英語版）

## 交通

### 道路
クレア県にはリムリックとゴールウェイを結ぶ国道N18号が通っており、エニスとシャノンを通る。国道N19号がN18号とシャノン空港を結ぶ。国道N67号が海岸線のバリーボーン、エニスタイモン、キルキー、キルラッシュを縦断する。また国道N68号はキルラッシュとエニスを接続し、国道N85号はエニスタイモンとエニスを接続する。
公共交通はアイルランド政府が所有し、バス・エールンが運営するバスにほぼ限定される。14の路線がクレア県の主要な集落を通過する。

### 鉄道

#### 鉄道駅
- エニス駅（英語版）
- シックスマイルブリッジ駅（英語版）

エニス駅から首都ダブリン・ヒューストン駅まで、平日及び土曜日は１日片道７本の、日曜日は６本の列車で、途中の乗り換えを含めて約３時間で結ぶが、少なくともリムリック・ジャンクション駅で、場合によりさらにリムリック駅でも乗換を要する。ただし、乗換はいずれも平面乗換である。

### 空港
- シャノン空港

## 主な都市
- エニス
- ドゥーリン
- キルキー（英語版）
- コロフィン
- リスドゥーンバーナ